# Vulcaniella grandiferella
Vulcaniella grandiferella ist ein Schmetterling (Nachtfalter) aus der Familie der Prachtfalter (Cosmopterigidae).

## Merkmale
Die Falter erreichen eine Flügelspannweite von 8 bis 13 Millimeter. Männchen und Weibchen ähneln Vulcaniella pomposella, unterscheiden sich aber durch die größere Flügelspannweite, die länglicheren, zugespitzten Vorderflügel bei den Männchen, den breiten silbrigen Saum der Tegulae und das fahlere Abdomen. Eine sichere Unterscheidung ist nur durch eine Untersuchung der Genitalien möglich.
Die Genitalarmatur der Männchen unterscheidet sich von Vulcaniella pomposella durch das apikal breitere rechte Brachium, die breiteren Valven mit schmaler Basis und leicht gekrümmten distalem Teil und die breitere, deutlich kürzere rechte Valvella.
Die Genitalarmatur der Weibchen unterscheidet sich von Vulcaniella pomposella durch die längeren, schlankeren Apophysen. Die Antevaginalplatte ist breit und halbkreisförmig. Die Sklerotisierung des 7. Sternits ist groß und dreieckig. Das Corpus bursae ist stark runzlig.

## Verbreitung
Vulcaniella grandiferella ist im östlichen Mittelmeerraum und vom Balkan bis zum Kaukasus verbreitet (Serbien, Montenegro, Griechenland, Mazedonien, Süden des europäischen Teils von Russland, Ukraine).

## Biologie
Die Raupen entwickeln sich an Ungarn-Salbei (Salvia aethiopis) und Muskatellersalbei (Salvia sclarea). Sie minieren in den Blättern, besonders in denen, die am Boden liegen. Die Minen haben eine unregelmäßige Form und befinden sich normalerweise zwischen den Blatthauptadern an der Basis des Blattes. Die Raupen wechseln die Mine mehrmals und verbringen die meiste Zeit außerhalb der Minen in Gespinstgängen an der Blattunterseite. Der Raupenkot wird ausgeworfen und sammelt sich am Mineneingang. Die Raupen verpuppen sich in einem lockeren Kokon zwischen den Härchen an der Blattoberfläche oder am Stängel. Die Art ist normalerweise bivoltin, unter günstigen Bedingungen können bis zu vier Generationen im Jahr gebildet werden. Auf der Halbinsel Krim fliegt die erste Generation von Mitte Mai bis Anfang Juli und die zweite Generation von Juli bis August.

## Belege
1. 1 2 3 4 5  J. C. Koster, S. Yu. Sinev: Momphidae, Batrachedridae, Stathmopodidae, Agonoxenidae, Cosmopterigidae, Chrysopeleiidae. In: P. Huemer, O. Karsholt, L. Lyneborg (Hrsg.): Microlepidoptera of Europe. 1. Auflage. Band 5. Apollo Books, Stenstrup 2003, ISBN 87-88757-66-8, S. 153 (englisch).
2. ↑  Vulcaniella grandiferella bei Fauna Europaea. Abgerufen am 29. Februar 2012